# زاوية الفتاحي (اللاذقية)
زاوية الفتاحي هي زاوية تاريخية، وذات مئذنة فريدة في تصميمها، ويعود تاريخها إلى 690 هجرية - 1291م، تقع في منطقة الصليبة.
وبنى الجامع الحديث الملحق بها عبد الوهاب بن الشيخ عبد الرحمن فتاحي.

## الوصف المعماري
هي عبارة عن مستطيل صغير يدخل إليه من باب شمالي صغير تعلوه قنطرة وإلى جانبه من جهة الشرق باب أكبر منه.
كانت في أول الأمر بدون مئذنة، ثم قام محمد آغا بن لطفي ببناء مئذنة متميزة بشكلها المثمن 1159 هـ / 1746 م، كما يدل على ذلك النقش الموجود على لوحة رخامية صغيرة مثبتة في واجهة المئذنة الشرقية فوق الباب.
تحولت إلى مسجد تابع إلى دائرة الأوقاف في اللاذقية 1360 هـ / 1941 م، وهي ملاصقة لجامع الفتاحي في حي الصليبة في مدينة اللاذقية، ويقع المسجد في منتصف مدينة اللاذقية في المنطقة الاثرية.